# Setaria pumila
Setaria pumila es una especie de hierba conocida por muchos nombres comunes, incluidos cola de zorra amarilla, hierba de cerdas amarillas, hierba de paloma y hierba de totora. Es originaria de Europa, pero es conocida en todo el mundo como una mala hierba común. Crece en prados, aceras, bordes de carreteras, campos cultivados y muchos otros lugares. 
Crece de 20 centímetros a más de un metro de altura, y sus tallos, en su mayoría sin pelo, van del verde al teñido de púrpura. Las láminas de las hojas no tienen pelo en la superficie superior, se retuercen y miden hasta 30 centímetros de largo. La inflorescencia es un haz cilíndrico rígido de espiguillas de 2 a 15 centímetros de largo con cerdas cortas y romas. La panícula puede aparecer amarilla o teñida de amarillo.
En Nueva Zelanda, S. pumila puede cubrir entre el 20% y el 40% de los pastizales que de otro modo serían productivos para la producción lechera, lo que provoca una pérdida en la producción de leche.